# وهاری، پاکستان
وهاری (به اردو: وہاڑی) شهری در ایالت پنجاب (پاکستان) کشور پاکستان است که در سرشماری سال ۲۰۰۶ میلادی، ۱۱۵٫۸۷۸ نفر جمعیت داشته است.